# Abraçades gratuïtes

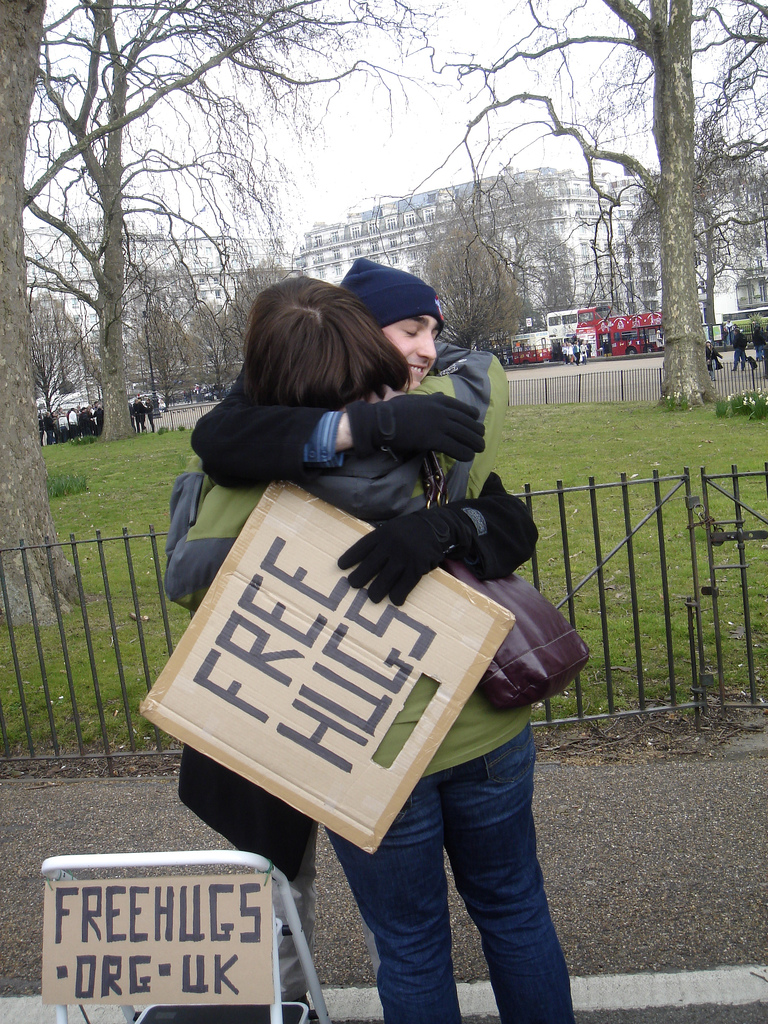
Abraçades gratuïtes al Hyde Park.

Abraçades gratuïtes (Free Hugs, en anglès) és un moviment de caràcter internacional que consisteix a oferir abraçades a desconeguts amb l'afany de regalar afecte, en un món globalitzat on regna la desconfiança, els prejudicis i els problemes.